# Cristianismo en el siglo XII

Medallón de Cristo de Constantinopla, c. 1100.

El cristianismo del siglo XII estuvo marcado por el desarrollo de la escolástica y las reformas  monásticas en la iglesia occidental y la continuación de las Cruzadas, concretamente con la Segunda Cruzada en Tierra Santa.

## Polémicas de investidura
Dos controversias de investidura terminaron en el siglo XII, ambas relativas a si las autoridades seculares o religiosas podían nombrar obispos.
Una fue entre el Papa y el Emperador del Sacro Imperio Romano Germánico, que duró desde 1076 (comenzando entre el Papa Gregorio VII y el Emperador Enrique IV) hasta 1122, cuando el Papa Calixto II y el  Emperador Enrique V acordaron el Concordato de Worms. El acuerdo diferenciaba entre los poderes real y espiritual y otorgaba a los emperadores un papel limitado en la selección de obispos en Alemania.  La selección de los obispos se concedió a sus canónigos catedralicios. Como símbolo del compromiso, las autoridades laicas invistieron a los obispos con su autoridad secular simbolizada por la lanza, y las autoridades eclesiásticas invistieron a los obispos con su autoridad espiritual simbolizada por el anillo y el báculo.
La segunda fue entre el rey Enrique I de Inglaterra y el papa Pascual II, a partir de 1102. La disputa inglesa se resolvió mediante el Concordato de Londres, 1107, en el que el rey renunciaba a su pretensión de investir obispos, pero seguía exigiéndoles un juramento de fidelidad al ser elegidos. Este fue un modelo parcial para el Concordato de Worms.

## Inquisición medieval
La Inquisición Medieval es una serie de inquisiciones organismos de la Iglesia encargados de suprimir la herejía) desde alrededor de 1184, incluyendo la Inquisición Episcopal (1184-1230s) y más tarde la Inquisición Papal (1230s). Fue en respuesta a movimientos dentro de Europa considerados apóstatas o heréticos a la Iglesia católica, en particular el catarismo y los valdenses en el sur de Francia y el norte de Italia. Estos fueron los primeros movimientos inquisitoriales de los muchos que vendrían después.  Las inquisiciones en combinación con la Cruzada Albigense tuvieron bastante éxito a la hora de acabar con la herejía.
La Francia del siglo XII fue testigo del crecimiento generalizado del catarismo, una creencia  dualista en el ascetismo extremo que enseñaba que toda la materia era mala, aceptaba el suicidio y negaba el valor de los sacramentos de la Iglesia.

## Surgimiento de las universidades
Las universidades occidentales modernas tienen su origen directamente en la Iglesia medieval. Comenzaron como escuelas catedralicias, y todos los estudiantes eran considerados clérigos. Esto suponía una ventaja ya que colocaba a los estudiantes bajo jurisdicción eclesiástica y, por tanto, les confería ciertas inmunidades y protecciones legales. Con el tiempo, las escuelas catedralicias se separaron parcialmente de las catedrales y formaron sus propias instituciones, siendo las primeras la Universidad de París (c. 1150), la Universidad de Bolonia (1088) y la Universidad de Oxford (1096).

## Arquitectura eclesiástica
De la Iglesia de esta época surgieron dos nuevos órdenes arquitectónicos. El primer estilo Románico combinaba muros macizos, arcos de medio punto y techos de mampostería. Para compensar la ausencia de grandes ventanales, los interiores estaban pintados con escenas de la Biblia y la vida de los santos. Más tarde, la Basílica de Saint-Denis marcó una nueva tendencia en la construcción de catedrales al utilizar la arquitectura gótica. Este estilo, con sus grandes ventanales y altos arcos apuntados, mejoraba la iluminación y la armonía geométrica de una manera que pretendía dirigir la mente del fiel hacia Dios, que "ordena todas las cosas".
En el siglo XII se fundaron ocho nuevas órdenes monásticas, muchas de las cuales funcionaban como Caballeros militares de las Cruzadas. El monje cisterciense Bernardo de Claraval ejerció una gran influencia sobre las nuevas órdenes y produjo reformas para garantizar la pureza de los fines. Su influencia llevó al papa Alejandro III a iniciar reformas que conducirían al establecimiento del derecho canónico.

## La escolástica antigua y sus contemporáneos
Escolástica proviene de la palabra  latina scholasticus que significa "lo [que] pertenece a la escuela"; era un método de aprendizaje enseñado por los  académicos (o escolares) de las universidades medievales hacia 1100–1500. El escolasticismo comenzó originalmente a reconciliar la filosofía de los antiguos filósofos clásicos con la teología cristiana medieval. No es una filosofía ni una teología en sí misma, sino una herramienta y un método de aprendizaje que hace hincapié en el razonamiento dialéctico. El objetivo principal de la escolástica era encontrar la respuesta a una pregunta o resolver una contradicción. Es más conocida su aplicación en la teología medieval, pero con el tiempo se aplicó a la filosofía clásica y a muchos otros campos de estudio.
A Anselmo de Canterbury se le llama a veces el 'Padre de la Escolástica' por el lugar destacado que ocupa la razón en su teología; en lugar de establecer sus puntos apelando a la autoridad, presenta argumentos para demostrar por qué las cosas que cree con autoridad deben ser así. Su enfoque particular, sin embargo, no fue muy influyente en su época, y se mantuvo alejado de las escuelas catedralicias. En su lugar, el escolasticismo probablemente fue fomentado por la producción de la glosa sobre las Escrituras asociada con Anselmo de Laon, el ascenso a la prominencia de la dialéctica (tema central del trivium medieval) en la obra de Abelardo, y la producción por Pedro Lombardo de una colección de  Sentencias u opiniones de los Padres de la Iglesia y otras autoridades. La escolástica propiamente dicha puede considerarse como el tipo de teología que surge cuando, en las escuelas catedralicias y sus sucesoras, se utilizan las herramientas de la dialéctica para comentar, explicar y desarrollar la glosa y las sentencias.
Entre los autores notables se incluyen:

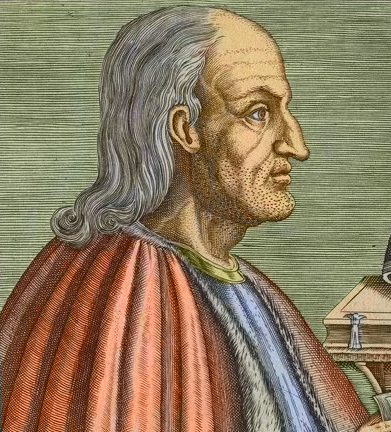
Anselmo de Canterbury

- Anselmo de CanterburyAnselmo de Canterbury
- Anselmo de Laon
- Hugo de San Víctor
- Pedro Abelardo
- Bernardo de Claraval
- Hildegarda de Bingen
- Pedro Lombardo
- Joaquín de Fiore

## Monasticismo
La siguiente oleada de reforma  monástica llegó con los Movimiento cisterciense. La primera abadía cisterciense fue fundada por Roberto de Molesme en 1098, en Abadía de Cîteaux. La nota clave de la vida cisterciense fue el retorno a la observancia literal de la Regla de San Benito. Rechazando la evolución que habían experimentado los benedictinos, intentaron reproducir la vida exactamente como había sido en tiempos de San Benito, es más, en varios puntos la superaron en austeridad. El rasgo más llamativo de la reforma fue la vuelta al trabajo manual, y especialmente al trabajo en el campo, que se convirtió en una característica especial de la vida cisterciense.

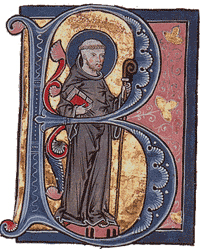
San Bernardo de Claraval, en un manuscrito iluminado medieval.

Inspirados por San Bernardo de Claraval, los cistercienses se convirtieron en la principal fuerza de difusión tecnológica de la Europa medieval. A finales del siglo XII, las casas cistercienses sumaban 500; en el XIII se añadieron cien más; y en su apogeo, en el siglo XV, la orden afirmaba tener cerca de 750 casas. La mayoría de ellas se construyeron en zonas salvajes y desempeñaron un papel fundamental en la recuperación económica de zonas tan aisladas de Europa.
En la Edad Media, los monasterios conservaban y copiaban manuscritos antiguos en sus scriptoria, sus pharmacies almacenaban y estudiaban medicamentos y contribuían al desarrollo de técnicas agrícolas. La necesidad de vino para la misa llevó al desarrollo de la cultura del vino, como demuestra el descubrimiento del método champenoise por Dom Perignon. Varios licores, como la cerveza trapense, también se desarrollaron en los monasterios.
La consecuencia de esta centralización del saber fue que inicialmente controlaban tanto la administración pública como la educación, donde el trivium conducía a través del quadrivium a la teología. Los monjes cristianos cultivaron las artes como una forma de alabar a Dios. El canto gregoriano y la miniaturas son ejemplos de la aplicación práctica de las materias del quadrivium. Sin embargo, la disputa dialéctica entre Pedro Abelardo y Guillermo de Champeaux a principios del siglo XII sobre los métodos de la ontología filosófica provocó un cisma entre los ortodoxos católicos de la Escuela de Notre Dame de París y el alumnado, lo que condujo a la creación de Escuelas Libres y al concepto de Universidad autónoma, pronto copiado en otros lugares de Europa, lo que finalmente desembocó en la Reforma que desmontó la primacía de los monasterios.
El estatus de los monjes como aparte de la vida secular (al menos teóricamente) también cumplía una función social. Los reyes visigodos destronados eran  tonsurados y enviados a un monasterio para que no pudieran reclamar la corona. Los monasterios se convirtieron en un lugar donde los segundos hijos vivían en celibato para que la herencia familiar fuera a el primer hijo; a cambio, las familias hacían donaciones a los monasterios. Pocas ciudades carecían tanto de una casa de San Gil para leprosos extramuros como de una casa de la Magdalena para prostitutas y otras mujeres de notoriedad intramuros, y algunas órdenes eran favorecidas por monarcas y familias ricas para mantener y educar a sus doncellas hijas antes del matrimonio concertado.

## Cruzadas

### Cruzada de 1101
Hubo una oleada de cruzados menos exitosa, en la que los turcos liderados por Kilij Arslan derrotaron contundentemente a los cruzados en tres batallas separadas en una respuesta bien gestionada a la Primera Cruzada. Esto se conoce como la Cruzada de 1101 y puede considerarse un complemento de la Primera Cruzada.

### Segunda Cruzada, 1147-1149

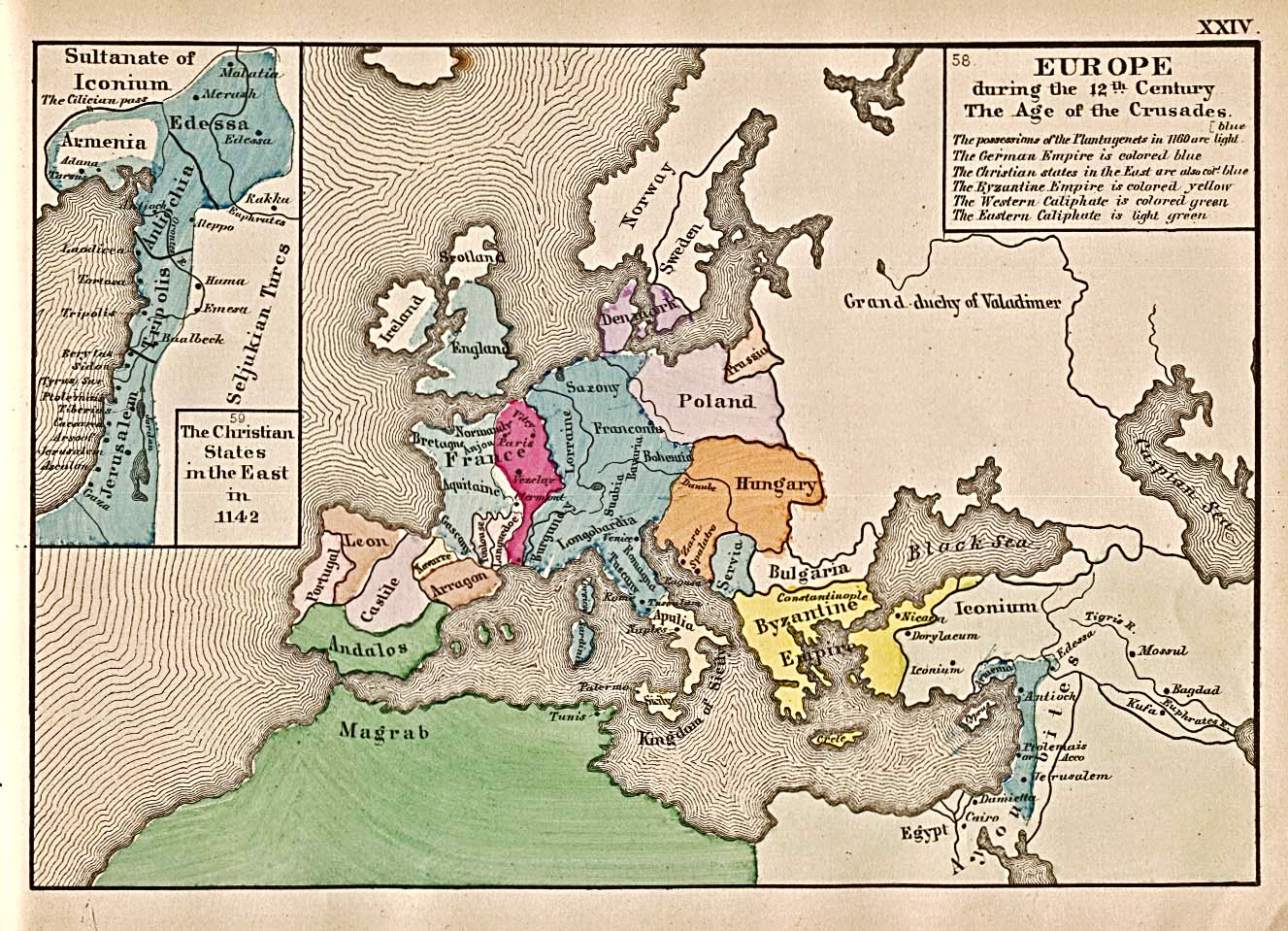
El estatus de Europa en 1142

Tras un periodo de relativa paz en el que cristianos y musulmanes convivieron en Tierra Santa, los musulmanes conquistaron la ciudad de Edesa.  Varios predicadores, entre los que destacaba Bernardo de Claraval, convocaron una nueva cruzada.
Los ejércitos francés y del sur de Alemania, bajo los reyes Luis VII y Conrado III respectivamente, marcharon a Jerusalén en 1147 pero no consiguieron victorias importantes, lanzando un fallido asedio preventivo a Damasco, ciudad independiente que pronto caería en manos de Nur al-Din, principal enemigo de los cruzados. Al otro lado del Mediterráneo, sin embargo, la Segunda Cruzada conoció un gran éxito cuando un grupo de cruzados del norte de Europa recaló en Portugal, aliados con el rey portugués Alfonso I de Portugal, y recuperaron Lisboa de los musulmanes en 1147.
En Tierra Santa, hacia 1150, tanto los reyes de Francia como los de Alemania habían regresado a sus países sin resultado alguno.  San Bernardo de Claraval, que en sus predicaciones había alentado la Segunda Cruzada, estaba molesto con la cantidad de violencia mal dirigida y la matanza de la población judía de Renania. Alemanes del norte y daneses atacaron a los Wendos durante la cruzada de los wendos de 1147, que tampoco tuvo éxito.

### Tercera cruzada, 1187–1192

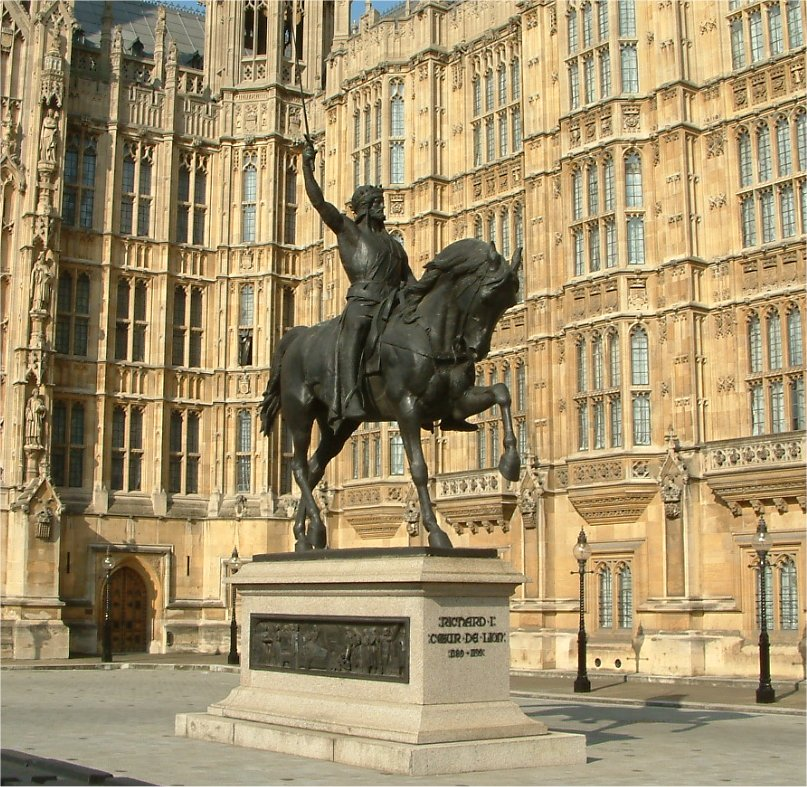
Estatua del rey Ricardo I de Inglaterra (Ricardo Corazón de León), en el exterior del Palacio de Westminster en Londres.

En 1187, Saladino, Sultán de Egipto, reconquistó Jerusalén, tras la Batalla de Hattin. Tras arrebatar Jerusalén a los cristianos, los musulmanes perdonaron a los civiles y, en su mayor parte, dejaron intactas iglesias y santuarios para poder cobrar el dinero del rescate a los francos. Saladino es recordado con respeto tanto en fuentes europeas como islámicas como un hombre que "siempre cumplió su promesa y fue leal".
Los informes de las victorias de Saladino conmocionaron a Europa. El papa Gregorio VIII convocó una cruzada, que fue dirigida por varios de los líderes más importantes de Europa: Felipe II de Francia, Ricardo I de Inglaterra (Ricardo Corazón de León), y  Federico I Barbarroja, Emperador del Sacro Imperio Romano Germánico.  Federico se ahogó en Cilicia en 1190, dejando una inestable alianza entre ingleses y franceses. Antes de su llegada a Tierra Santa, Ricardo capturó la isla de Chipre a los bizantinos en 1191. Chipre sirvió como base de los cruzados durante muchos siglos y permaneció en manos de Europa occidental hasta que el Imperio Otomano conquistó la isla a Venecia en 1571.
Tras llegar a puerto, Ricardo Corazón de León prometió dejar ilesos a los no combatientes si la ciudad de Acre se rendía y Saladino devolvía a sus prisioneros cristianos, así como la verdadera cruz y un rescate. Sin embargo, Saladino, prefiriendo retrasar a Ricardo en Acre, se negó a cumplir el acuerdo de rendición de la guarnición de la ciudad. Por lo tanto, Ricardo ejecutó a los antiguos defensores de Acre. Desde el punto de vista franco, un juramento hecho a un no cristiano no era ningún juramento. Felipe se marchó en 1191, después de que los cruzados reconquistaran Acre a los musulmanes. El ejército cruzado se dirigió hacia el sur a lo largo de la costa del Mar Mediterráneo. Derrotaron a los musulmanes cerca de Arsuf, reconquistaron la ciudad portuaria de Jaffa, y estaban a la vista de Jerusalén. Sin embargo, Ricardo no creía que fuera capaz de mantener Jerusalén una vez capturada, ya que la mayoría de los cruzados regresarían entonces a Europa, y la cruzada terminó sin la toma de Jerusalén. Ricardo partió al año siguiente después de negociar un tratado con Saladino.  El tratado permitía a los peregrinos cristianos desarmados peregrinar a Tierra Santa (Jerusalén), mientras permaneciera bajo control musulmán, así como garantizaba la supervivencia de un nuevo reino cruzado basado en torno a Acre y otras ciudades portuarias levantinas.
Cuando Ricardo regresaba a casa, su barco naufragó y acabó en Austria, donde su enemigo Duque Leopoldo lo capturó. El duque entregó a Ricardo al emperador Enrique VI, que pidió un rescate por él. En 1197, Enrique se sentía preparado para una cruzada, pero murió ese mismo año de malaria. Ricardo I murió durante los combates en Europa y nunca regresó a Tierra Santa. A veces se hace referencia a la Tercera Cruzada como la Cruzada de los Reyes.

### Cruzadas del Norte

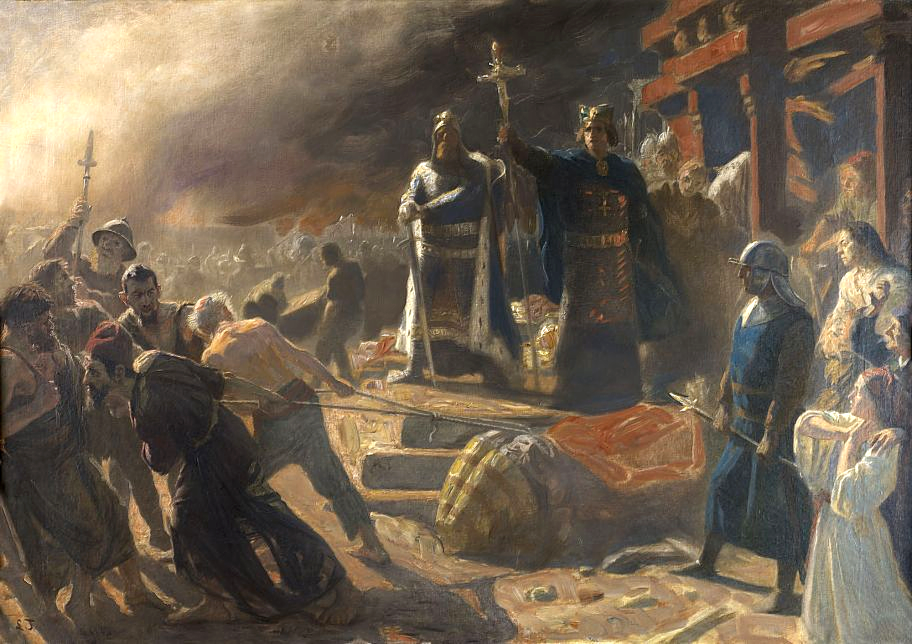
El obispo danés Absalon destruye el ídolo del dios eslava Svantevit en Arkona en un cuadro de Laurits Tuxen

Las Cruzadas bálticas o Cruzadas Bálticas fueron cruzadas emprendidas por los católicos reyes de Dinamarca y Suecia, los Livonios alemanes y Teutónicos alemanes. [y sus aliados contra los pueblos paganos del norte de Europa alrededor de las costas meridionales y orientales del mar Báltico. Las campañas suecas y alemanas contra Rusian Cristianos ortodoxos orientales también se consideran a veces parte de las Cruzadas del Norte.
Algunas de estas guerras recibieron el nombre de cruzadas durante la Edad Media, pero otras, incluida la mayor parte de la Sueca, fueron denominadas cruzadas por primera vez por los historiadores del nacionalismo romántico del siglo XIX.
Paralelamente a la Segunda Cruzada, sajones y daneses lucharon contra eslavos polacos en la Cruzada Wendish de 1147. En el siglo XIII, los Caballeros Teutónicos lideraron a alemanes, Poles y pomeranos contra los  antiguos prusianos durante la Cruzada prusiana.

#### Cruzada Noruega, 1107-1110
Sigurd I de Noruega fue el primer rey europeo que emprendió una cruzada, y sus ejércitos cruzados derrotaron a los musulmanes en España, las Baleares y en Palestina, donde se unieron al rey de Jerusalén en el Siege of Sidon.

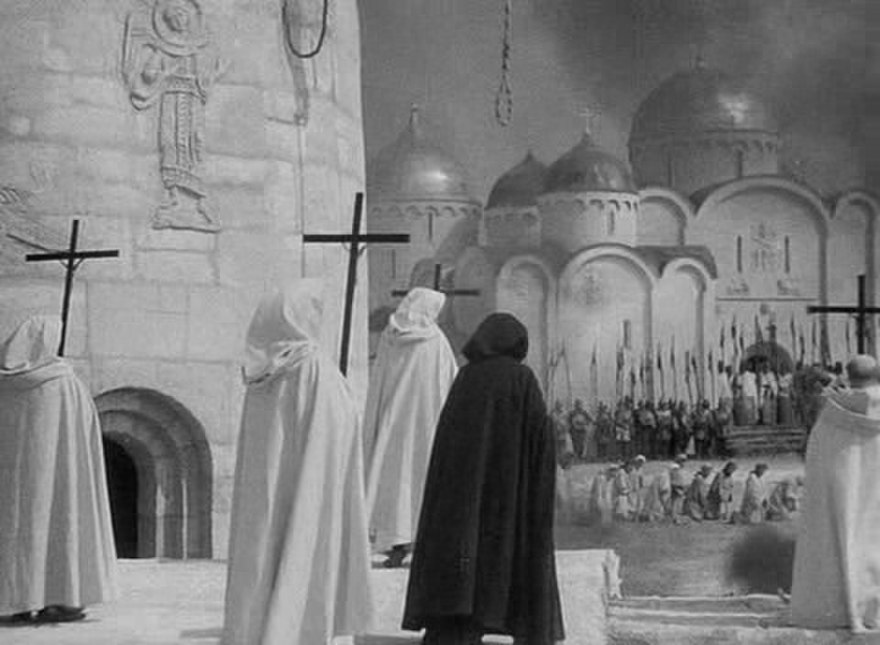
Los Caballeros Teutónicos en Pskov en 1240, tal y como aparecen en la película de Sergei Eisenstein Alexander Nevsky (1938)

.

#### Cruzadas Suecas
La conquista sueca de Finlandia en la Edad Media se ha dividido tradicionalmente en tres "cruzadas": la Primera cruzada sueca hacia 1155, la Segunda cruzada sueca hacia 1249 y la Tercera cruzada sueca en 1293.
La Primera Cruzada Sueca es puramente legendaria y, según la mayoría de los historiadores actuales, nunca tuvo lugar como se describe en la leyenda y no dio lugar a ningún vínculo entre Finlandia y Suecia. En su mayor parte, se inventó a finales del siglo XIII para datar más atrás en el tiempo el dominio sueco en Finlandia. Tampoco ha sobrevivido ningún registro histórico que describa la segunda, pero probablemente sí tuvo lugar y acabó en la conquista concreta del suroeste de Finlandia.

## Línea de tiempo
- 1101  Antipapa Teodorico y  Antipapa Alberto depuestos por Papa Pascual II
- 1113 Caballeros Hospitalarios confirmados por bula papal del Papa Pascual II, que incluye al Beato Gerardo (Gerardo Tum) como fundador, (también conocida como Soberana Orden de San Juan de Jerusalén de Rodas y de Malta, Caballeros de Malta, Caballeros de Rodas y Caballeros de Malta).
- 1118 Caballeros Templarios fundados, para defender Tierra Santa
- 1123 Primer Concilio de Letrán católico
- 1124 Conversión de Pomerania - primera misión de Otto de Bamberg
- 1128 Abadía de Holyrood en Escocia
- 1128 Conversión de Pomerania - segunda misión de Otón de Bamberg
- 1130 Pedro de Bruys, quemado en la hoguera
- 1131 Abadía de Tintern en Gales
- 1131-1138  Antipapa Anacleto II
- 1139 Segundo Concilio de Letrán católico
- 1140? Decretum Gratiani, Código de Derecho Canónico católico
- 1142 Pedro Abelardo, Cartas de Abelardo y Heloísa
- 1144 La Basílica de Saint Denis del abad Suger es el primer gran edificio de estilo gótico.
- 1154-1159 Papa Adriano IV, primer (y hasta la fecha único) papa inglés.
- 1155 Virgen de Vladímir llega a Bogolyubovo
- 1155 Carmelitas fundada
- 1163 Notre Dame de París, comienza su construcción
- 1168 Conversión de Pomerania - Principado de Rugia misionada por Absalón
- 1173 Valdenses fundados
- 1179 Tercer Concilio de Letrán católico
- 1191 Caballeros Teutónicos fundados
- 1200 - La Biblia está disponible en 22 idiomas diferentes